# IXION SAGA DT
《伊克西翁传说 DT》（日語：イクシオン サーガ DT）是基于日本游戏公司卡普空开发的多人互动网络游戏《伊克西翁传说》（日語：イクシオン サーガ）所改编的电视动画。于2012年10月7日至2013年3月31日播映，全25集。同时亦有改编漫画《伊克西翁传说 ED》（日語：イクシオン サーガ ED）。

## 故事簡介
這是一個被稱為「米拉」，一個萬物都蘊含著一種名為「阿爾瑪」的神秘力量的異世界。
時間正值大陸被分裂為迦古拉伯克聯邦和拉咖魯特皇國之前，森特皮利亞帝國獨占著「阿爾瑪」力量，圍繞著「阿爾瑪」而展開的戰爭之影正悄然降臨的時代。
為了迴避森特皮利亞帝國和與之對立的反體制派的衝突，森特皮利亞帝國皇帝決定與在反體制派中被稱為急先鋒的迦古拉伯克卿政治聯姻，讓自己的女兒——第36皇女愛卡爾拉特公主與迦古拉伯克卿結婚。
為了出嫁而踏上了極秘旅程的愛卡爾拉特公主，受到不明人物的襲擊，而其隨從幾乎全軍覆沒，剩下來的只有充當護衛的騎士和女僕而已。陷入絕境的公主一行人，被因為某種特殊原因而突然從天而降的主人公火風紺所救了。
在這之後，紺為了找到回到原來世界的方法，便與公主一行人一起踏上了前往都城的旅途。可是反對這場政治聯姻的敵對勢力，為了阻撓這場婚禮而盯上了公主一行人的性命。
為了能讓公主平安出嫁，他們必須不斷突破敵人的阻礙，向都城前進。 

## 登場人物

### 公主一行
火風紺（配音：江口拓也）
從現代被伊克西翁人阿爾瑪弗洛拉召喚至異世界「米拉」的少年。
非常想快點回到原來的世界。為了回到原來的世界，而與愛卡爾拉特公主一行人共同行動。
喜歡遊戲，很容易理解與遊戲有關聯知識的世界。
經常能表現出超乎常識之外的知識，但是偏偏對常識性的東西完全不了解。因而被公主與森格倫所編的故事耍得團團轉。
曾在完全憑空想像的情況下雕刻出合乎比例的天鵝像和遊戲機手制，可得知他有極高的雕刻技巧。
被艾樂庫一行人誤稱為「DT（處男）」。初次與艾樂庫見面時打敗了艾樂庫，並拿走了艾樂庫的「阿爾瑪機關」。第二次與艾樂庫見面時，解放了「阿爾瑪機關」，使之變形成類似大槌的武器後再度打敗艾樂庫。
因為小時候收養了兩隻小貓，但不被小貓討好，因此討厭小動物，尤其可愛的小動物。
愛卡爾拉特‧朱庇特麗絲‧森特皮利亞（配音：三上枝織）
簡稱「愛卡爾拉特」，通稱「公主」，8歲。森特皮利亞帝國皇女，繼承皇位的順序是第36位。
從小開始就有著為了迴避內戰而捨身取義的覺悟。
接到了政治聯姻的命令而從邊境的領地向都城前進著。
據說只要頭上跑出三個呆毛，會發生很可怕的事情。（當頭上跑出三個呆毛時，就會變得像野獸般的狂暴。曾秒殺稀世暗殺者蓋奧爾基。）
森格倫（配音：中井和哉）
背著大劍的森特皮利亞帝國騎士，有著健壯的身體。
深得愛卡爾拉特公主的信賴，作為護衛而與公主同行。
作為一行人的領隊，視把為了阻止內戰而舉行婚禮的公主平安送到都城為第一要務。
不僅強硬而且性格也是真正的堅毅，但是也有著喜歡小動物的一面。
瑪麗安戴爾（配音：福山潤）
愛稱為「瑪麗安」，公主專屬的侍女（真實性別為男）。
兼任公主的護衛候補，戰鬥力很高，但也有著因對敵人懷著愛慕之心而使少女心動搖的時候。
由於有著美麗的容貌以及開朗的性格，所以在旅途中成為無論男女都很喜歡的人氣人物。
對紺很照顧，就像大人般的游刃有餘。
擅長料理，對藥草的造詣也頗深。
紺非常不了解瑪莉安為何要當人妖，森格倫與公主開始編故事開始騙紺說是為了紀念死去的情人。事實上是因為純粹喜歡才當人妖。
最初聲優发表以？？？表示，声优在发布会上保密，從第5話開始才列明為福山潤。
佩特（配音：細谷佳正）
被瑪麗安撿到的生物。之後就和紺一行人在一起。
紺一行人並沒有特別為牠起名字，而其實大家也都是按自己喜歡的方式稱呼牠，紺就稱呼牠為「佩特」。
其真實身份是阿爾瑪弗洛拉派到紺一行人身邊觀察並監視紺一行人動向的阿爾瑪生命體。
作為阿爾瑪的精靈可以將阿爾瑪的力量實體化。

### 特命旅團因克古尼特
艾樂庫派爾‧杜卡基斯（配音：神谷浩史）
帝國國教瓦爾伽教團的秘密武力組織「因克古尼特」的師團長，簡稱「艾樂庫」，被紺稱為「ED」。
接受了教團的命令而進行著極秘任務，企圖阻止為了迴避內戰的政治聯姻。
在任務途中卻被從天而降的紺妨礙。之後與紺見面時用「阿爾瑪機關」壓制紺、森格倫與瑪麗安，最後卻被紺踢碎一邊的蛋蛋而敗，被紺奪取「阿爾瑪機關」。
因為蛋蛋被紺踢碎了一邊，所以之後聽到tamatama（蛋蛋）時會特別有傷處，並發誓要對DT報仇雪恨。
第二次與紺碰面時，打算用坦克把紺轟掉，但因為一邊蛋蛋碎掉失去平衡而再度被紺打敗。
在兩顆蛋蛋被紺打碎後，回到自家別墅進行療傷，卻遭到遠親達斯卡斯家族的琳巴斯與加布里艾拉設計。與琳巴斯決鬥，琳巴斯卻暗中耍詐派出雜兵與艾樂庫對決，最後都被艾樂庫解決。
離開別墅後開始尋找恢復蛋蛋的方法並發誓要對紺報仇。
後面透過阿爾瑪弗洛拉獲得了新的阿爾瑪機關「聖劍Kalibor（狩蛋）」。
巴里阿西恩（配音：梶裕貴）
「因克古尼特」的副師團長。幹部中最年輕的一位。
雖然被周圍的人像孩子一樣對待，但是其不知恐懼為何物的個性和擁有在師團中極少人才具備的才能，使他成為在這個組織中也是不可小覷的存在。
對艾樂庫派爾宣誓了絕對忠誠。
在對公主一行人的突襲中，被從天而降的紺意外擊倒。
是第一個跟紺戰鬥的人。
列昂（配音：杉田智和）
「因克古尼特」的幹部之一。有著冷酷的外表並給人以沉著冷靜的感覺。
身心方面均是嚴於律已，是自視甚高的禁慾主義者。
因此總是先人一步接受那些艱難的任務，當遇到艱辛的狀況時會感到很開心。
其實是一個M。
KT（配音：齋賀光希）
「因克古尼特」的幹部之一。擁有華麗的外表和中性荷爾蒙的美型男子，有時也因其少女般的發言而變成很顯眼的草食系男子。
有著喝醉的時候少女心會暴走的傾向。
很擅長縫紉。
動畫第23話時自己說出了和古斯塔夫的前妻是同一所女校的同學而證明了其為女性，似乎除了艾樂庫派爾以外的「因克古尼特」成員都已經猜出她的秘密。
對艾樂庫派爾有著秘密的感情，並且對他宣誓了絕對忠誠。
古斯塔夫（配音：鈴村健一）
「因克古尼特」的幹部之一。兼備輕浮的個性和隨機應變的能力，是個顧全周圍的人。
雖然擁有受到信賴的勞苦命，卻有著喜歡跟女性自由戀愛的一面，有關這一方面的英勇傳言被廣為人知。
對他來說有時比起任務，還是跟女性調情更為優先。
其實是個已經離過婚的傢伙。

### 森特皮利亞帝國
森特皮利亞皇帝（配音：永井一郎）
森特皮利亞帝國皇帝以及愛卡爾拉特公主的父親。乍看之下像是一位癡呆老人，但是說的話卻言之有物。
戰爭結束後以健康的理由而退位。
國務大臣（配音：宮原弘和）
森特皮利亞帝國的國務大臣，屢次被皇帝忘記是誰。

### 迦古拉伯克領地
納博科夫‧迦古拉伯克卿（配音：遊佐浩二）
愛卡爾拉特的婚約對象。
副官可尼坦（配音：小西克幸）
第15話登場，迦古拉伯克卿的副官。
淀川‧艾倫（配音：白石涼子）
伊克西翁研究所所長。
儀式長麥涅斯（配音：佐藤晴男）
主持十八項婚禮儀式的儀式長。

### 瓦爾伽教團
大主教塔爾列普敦（配音：橘正幸）
森特皮利亞帝國國教「瓦爾伽教團」的大主教。
長官（配音：前田邦宏）
名稱不明。艾樂庫的上司。
蓋奧爾基（配音：矢部雅史）
瓦爾伽教團監禁的囚犯。收到命令要去暗殺公主，卻因為公主頭上跑出三根呆毛而被打敗。之後編了三根毛怪物的故事騙小孩。
烏魯貝里歐指揮官（配音：藤原啓治）
第24話登場，「瓦爾伽教團」超伯龍部隊的指揮官。

### 其他人物
謎之女／阿爾瑪弗洛拉（配音：新谷良子）
被紺稱為「迷子」。能夠自在的操縱「阿爾瑪」力量的伊克西翁人。
因為紺作為亥伯龍的適應力十分出眾，所以將紺從現實世界召喚到這個世界，並且一直在遠處引導著紺拯救這個世界。
医生（配音：八奈见乘儿）
年老的挂着眼镜的医生，曾经在艾乐库受伤的时候对其进行手术治疗。
艾米利亞（配音：遠藤綾）
艾樂庫的未婚妻。
塞巴斯蒂安（配音：河本邦弘）
艾樂庫的管家。
琳巴斯（配音：宮下榮治）
艾樂庫的遠親，設計陷害艾樂庫但最後被艾樂庫打敗了。
加布里艾拉（配音：新井里美）
琳巴斯的妹妹，設計誘惑艾樂庫。
四股迪利奧、香彌彥、曾爾雕尾、須壺、沙汰爾壺、爾香爾尾、皮埃羅（配音：前田邦宏）
琳巴斯請來的幫手，在艾樂庫眼中只是雜兵。
古蘭‧埃克索提哥（配音：松山鷹志）
琳巴斯派出的打手之一，代替琳巴斯與艾樂庫決勝負的怪物。
搭訕男A（配音：歌廣場淳（特別演出））
第5話登場，在海邊搭訕瑪莉安的男子。
搭訕男B（配音：大沢初命）
第5話登場，在海邊搭訕瑪莉安的男子。
搭訕男C（配音：前田邦宏）
第5話登場，在海邊搭訕瑪莉安的男子。
大哥（配音：黑田崇矢）
第5話在森格倫跟公主所編騙紺的故事中登場，瑪莉安的大哥。
二哥（配音：日野聰）
第5集在森格倫跟公主所編騙紺的故事中登場，瑪莉安的二哥。
父親（配音：石丸博也）
第5話在森格倫跟公主所編騙紺的故事中登場，瑪莉安的父親。
女性（配音：赤崎千夏）
第5話在森格倫跟公主所編騙紺的故事中登場。
母親（配音：早坂智子）
第5話在森格倫跟公主所編騙紺的故事中登場。
小孩子（配音：柳川奏美）
第5話在森格倫跟公主所編騙紺的故事中登場。
祭司（配音：大塚周夫）
在第八話登場，把紺供奉為神的祭司。
匠之族 老闆（配音：魚建）
被阿爾瑪弗洛拉委託製作「聖劍Kalibor」的刀匠。
司儀（配音：ボンバー森尾）
第10話在地下競技場登場的司儀。
Blood Hard（配音：日向とめ吉）
第10話在地下競技場登場的選手。
Jack Lantern（配音：高口公介）
第10話在地下競技場登場的選手。
Skull Murder（配音：雨宮弘樹）
第10話在地下競技場登場的選手。
Garubon（配音：杉野博臣）
第10話在地下競技場登場的選手。
Kotettsua Yamamotto（配音：山本兼平）
第10話在地下競技場登場的評論員。
男（配音：榎木淳彌）
女（配音：中村美香）
卡莉娜（配音：松嵜麗）
古斯塔夫在夜店點的酒家女。
米兰达（配音：小林优）
第13话登场的女性，对绀一见钟情。
公主一行人的兄長（配音：森川智之（瑪麗安的兄長）、速水獎（公主的兄長）、石井康嗣（森格倫的兄長））
第23話登場，公主一行人的兄長。每當公主一行人開始戰鬥時就會出現在他們面前，並且使他們暫時失去戰意。
瑪麗安的兄長為迦古拉伯克的傭兵，公主的兄長為帝國軍的統帥，森格倫的兄長為瓦爾伽教團的士兵。

## 用語
米拉
紺所到達的異世界。時間正值森特皮利亞帝國在大陸上獨占著「阿爾瑪」力量的時代。後來大陸被分裂為迦古拉伯克聯邦和拉咖魯特皇國。米拉和現實世界的文字是不相通的。
阿爾瑪結晶
在米拉被作為主要能源來源的萬能礦石。同時也是阿爾瑪機關的動力來源。阿爾瑪結晶能夠成為溫泉的成分之一，也能在人體內累積。
亥伯龍
意思為「前往遙遠天上的的人」，能夠自由的使用阿爾瑪力量。雖然傳說中只有被選上的人才能夠成為亥伯龍，但是實際上身為伊克西翁人的阿爾瑪弗洛拉能夠把亥伯龍的力量給予任何人，不只是紺和艾樂庫，公主一行人和因克古尼特的成員也都不費吹灰之力就成為了亥伯龍。
阿爾瑪機關
只有亥伯龍能操作，能夠最大化阿爾瑪力量的武器。有著各式各樣的形狀。
奧爾維迪亞
傳說中很久以前伊克西翁人所擁有，在空中飄浮的大陸。紺原本為了要回到原來的世界而向其出發，但是它已被封印而無法再進入，所以紺實際上是徒勞無功。
麥多族
擁有著妖精的外貌和強烈商業精神的亞人種。口頭禪為「麥多！」（日語中「謝謝惠顧」的簡略。）
匠之族
擁有靈巧手藝的亞人種。在本作中做出難以製作的劍形阿爾瑪機關（聖劍Kalibor），並把它給予ED。同時也造出了迪迪歐斯。
重戰車
第2話登場，艾樂庫所乘坐的大型戰車。配備巨大的炮頭和機槍。但是因為艾樂庫本身的不平衡而使砲彈在攻擊的時候無法準確擊中目標，最後被紺的阿爾瑪機關粉碎為碎片。
迪迪歐斯
阿爾瑪弗洛拉給予因克古尼特，常人也能夠使用的強力武器。存在著劍、盾、槍等型式。
蠻古涅魯
因克古尼特的新型戰車。
造蛋溫泉
有著含有阿爾瑪礦石，能夠使人回春的溫泉的溫泉勝地。泉水擁有改善腰痛、風濕、下半身機能等各種問題的功能。有著室内、露天溫泉、泡腳池和其他豐富的設施、同時也有設置許多大人取向的娛樂設施（主要為特種行業）。
名稱來源為島根縣松江市的玉造溫泉。
超伯龍（配音：前田邦宏（1號-4號））
瓦爾伽教團所做出的人造亥伯龍。雖然強制強化人體的副作用使其平時精神異常，但是能夠在關鍵時刻使用特殊方法而恢復正常。雖然戰鬥力達不到真正的亥伯龍，但是由於有著許多的量產，所以在戰鬥時也能使亥伯龍陷入苦戰。戰爭結束後被派去從事體力勞動。
弗雷佐（配音：杉田智和）
瓦爾伽教團所隱藏的巨大生物兵器。擁有著藍色蓬鬆柔軟的巨大身體。最初像神奇寶貝一樣只會發出叫聲，實際卻能夠普通的對話。雖然亥伯龍的攻擊都對牠無效，但是經過了紺的勸說而使其反省並倒戈。戰爭過後因為紺的推薦而前往無人島移居。
根據大主教塔爾列普敦所言，如果條件滿足了的話，就還能夠造出另一隻弗雷佐。

## 動畫

### 製作人員
- 原作：『伊克西翁傳說』（卡普空）
- 監督、音響監督：高松信司
- 系列構成：大和屋暁
- 人物設定、總作畫監督：竹内進二
- 機械設定、道具設計：小川浩
- 色彩設計：歌川律子
- 美術監督：小濱俊裕（ - 第14話）、木下了香
- 美術設定：青木薫
- 攝影監督：大熊義明
- 編輯：瀬山武司
- 音樂：Elements Garden（藤田淳平、藤間仁）
- 執行製作人：磯山敦、杉浦一徳、八田紳作、難波秀行、永瀬智人、津田好久
- 企劃：古川陽子、小野義徳、山田昇、真木太郎
- 製作人：川原陽子、早川泰彦、清水美佳、大野亮介、森尻和明
- 副製作人：大井新吾、笹木孝弘、渡邊愛美
- 動畫製作：Brain's Base
- 製作：イクシオン サーガ DT製作委員會

### 主題曲
片頭曲
- 「DT捨テル」（第1話 - 第12話）

作詞：鬼龍院翔、やしきん、山田くも，作曲：鬼龍院翔，編曲：鬼龍院翔、tatsuo，歌詞標記：高松信司，歌：ゴールデン・イクシオン・ボンバー DT
參與角色：火風紺（江口拓也）、森格倫（中井和哉）、瑪麗安（福山潤）、愛卡爾拉特公主（三上枝織）、佩特（細谷佳正）
- 「DT捨テル（紺Ver.）」（第13話 - 第24話）

作詞：鬼龍院翔、やしきん、山田くも，作曲：鬼龍院翔，編曲：鬼龍院翔、tatsuo，歌詞標記：高松信司，歌：ゴールデン・イクシオン・ボンバー DT
片尾曲
- 「レッツゴーED」（第2話 - 第12話）

作詞：鬼龍院翔、やしきん、山田くも，作曲：鬼龍院翔，編曲：鬼龍院翔、tatsuo，歌：ゴールデン・イクシオン・ボンバー DT
參與角色：艾樂庫派爾（神谷浩史）、巴里阿西恩（梶裕貴）、列昂（杉田智和）、古斯塔夫（鈴村健一）、KT（齋賀光希）
- 「レッツゴーED（艾樂庫Ver.）」（第13話、第14話）

作詞：鬼龍院翔、やしきん、山田くも，作曲：鬼龍院翔，編曲：鬼龍院翔、tatsuo，歌：ゴールデン・イクシオン・ボンバー DT
- 「DT音頭」（第15話 - 第18話）

作詞：やしきん，作曲：eba，歌：DT御一行
- 「○○たま」（第19話）

作詞：大和屋暁：作曲、編曲：やしきん，歌：艾樂庫（神谷浩史）
- 「DT」（第19話）

作詞：大和屋暁：作曲、編曲：藤田淳平，歌：火風紺（江口拓也）
- 「Stand Up! ED」（第20話 - 第24話）

作詞、作曲：やしきん，歌：ED御一行
插入曲
- 「女々しくて」（第2話）

歌：Golden Bomber
- 「どっちっかずのイナマイト」（第19話）

作詞：大和屋暁，作曲、編曲：藤間仁，歌：瑪麗安（福山潤）
- 「ニャーミー」（第19話）

作詞：大和屋暁，作曲、編曲：藤田淳平，歌：森格倫（中井和哉）
- 「Mな歌」（第19話）

作詞：大和屋暁，作曲、編曲：やしきん，歌：列昂（杉田智和）
- 「全て俺のモノ」（第19話）

作詞：大和屋暁，作曲、編曲：eba，歌：巴里阿西恩（梶裕貴）
- 「獣の歌」（第19話）

作詞：大和屋暁，作曲、編曲：藤間仁，歌：佩特（細谷佳正）
- 「いつもあなたを」（第19話）

作詞：大和屋暁，作曲、編曲：藤間仁，歌：KT（齋賀光希）
- 「バツイチ」（第19話）

作詞：大和屋暁，作曲、編曲：yamazo，歌：古斯塔夫（鈴村健一）
- 「絶対服従」（第19話）

作詞：大和屋暁，作曲、編曲：藤田淳平，歌：愛卡爾拉特公主（三上枝織）

### 各集標題
| 話數   | 標題                            | 劇本       | 分鏡     | 演出       | 作畫監督                                                     |
| ------ | ------------------------------- | ---------- | -------- | ---------- | ------------------------------------------------------------ |
| 第1話  | DT（Dimension Transfer）        | 大和屋曉   | 高松信司 | 吉村愛     | 中野圭哉                                                     |
| 第2話  | ED（Erecpyle Dukakis）          | 大和屋曉   | 山本天志 | 古谷田順久 | 小倉寬之、坂本ひろみ                                         |
| 第3話  | NK（Newcomer vs. Kon）          | 大和屋曉   | 二瓶勇一 | 淺見松雄   | 南伸一郎                                                     |
| 第4話  | PK（Pretty Kama）               | 千葉克彥   | 河村智之 | 日卷裕二   | 森田實                                                       |
| 第5話  | BL（Beautiful Life）            | 橫手美智子 | 寺澤伸介 | 寺澤伸介   | 寺澤伸介                                                     |
| 第6話  | HG（Highness Guardians）        | 橫手美智子 | 高橋秀彌 | 高橋秀彌   | 中野圭哉                                                     |
| 第7話  | KO（Keep On）                   | 大和屋曉   | 松田清   | 松田清     | 德田夢之介                                                   |
| 第8話  | SM（Shining Master）            | 千葉克彥   | 山本天志 | 淺見松雄   | 南伸一郎                                                     |
| 第9話  | IT（Incognito Trial）           | 大和屋曉   | 水本葉月 | 水本葉月   | 今岡大                                                       |
| 第10話 | HS（Home Sick）                 | 千葉克彥   | 西澤晉   | 淺見松雄   | 森田實                                                       |
| 第11話 | UV（Unexpected Victory）        | 大和屋曉   | 二瓶勇一 | 關野關十   | 小倉寬之 坂本ひろみ                                          |
| 第12話 | BE（Behavioral Examination）    | 大和屋曉   | 高橋秀彌 | 高橋秀彌   | 本橋秀之                                                     |
| 第13話 | AC（Accidental Contact）        | 橫手美智子 | 田中良   | 小野田雄亮 | 德田夢之介                                                   |
| 第14話 | EV（Evidence Veiled）           | 橫手美智子 | Royden B | 追崎史敏   | 瀧吾郎                                                       |
| 第15話 | MT（Midnight Trial）            | 千葉克彥   | 寺澤伸介 | 寺澤伸介   | 寺澤伸介                                                     |
| 第16話 | HB（Hit Back）                  | 大和屋曉   | 山本天志 | 高橋秀彌   | 中野圭哉                                                     |
| 第17話 | BS（Bridal Service）            | 千葉克彥   | 本田敬一 | 淺見松雄   | 本田敬一                                                     |
| 第18話 | FO（Formality and Obstruction） | 橫手美智子 | 芝久保   | 福島豐明   | 本田敬一                                                     |
| 第19話 | OK（Off Key）                   | 大和屋曉   | 許平康   | 關野關十   | 德田夢之介                                                   |
| 第20話 | XP（xing point）                | 橫手美智子 | 中野英明 | 中野英明   | 森田實                                                       |
| 第21話 | MG（Metamorphose at Gate）      | 千葉克彥   | 高橋秀彌 | 高橋秀彌   | 中野圭哉 坂本ひろみ 德田夢之介                               |
| 第22話 | BC（Before Crisis）             | 大和屋曉   | 西澤晉   | 吉澤俊一   | 今岡大 山村俊了                                              |
| 第23話 | NM（No Margin）                 | 千葉克彥   | 田中良   | 淺見松雄   | 本田敬一                                                     |
| 第24話 | K1（Knighthood）                | 大和屋曉   | 二瓶勇一 | 關野關十   | 齊藤良成                                                     |
| 第25話 | K2（Kon of Knack）              | 大和屋曉   | 山本天志 | 高橋秀彌   | 今岡大、坂本ひろみ 德田夢之介、中野圭哉 本田敬一、渡部由紀子 |

### 播放電視台
日本深夜動畫：下文記載的日本国内播放時間使用日本標準時間（UTC+9）表示。因為部分時間标识會採用30小时制，因此請留意这类超过24:00的时间，其實際播放時間為翌日清晨。
| 播放地區     | 播放電視台   | 播放日期                     | 播放時間（UTC+9）         | 所屬聯播網 | 備註   |
| ------------ | ------------ | ---------------------------- | ------------------------- | ---------- | ------ |
| 關東廣域圈   | 東京電視台   | 2012年10月7日－2013年3月31日 | 星期日 25時05分－25時35分 | 東京電視網 | 製作局 |
| 日本全國     | AT-X         | 2012年10月8日－2013年4月1日  | 星期一 20時30分－21時00分 | 衞星電視   | 有重播 |
| 愛知縣       | 愛知電視台   | 2012年10月9日－2013年4月2日  | 星期二 26時35分－27時05分 | 東京電視網 |        |
| 北海道       | TV北海道     | 2012年10月10日－2013年4月3日 | 星期三 26時05分－26時35分 | 東京電視網 |        |
| 岡山縣香川縣 | 瀨戶內電視台 | 2012年10月11日－2013年4月4日 | 星期四 26時15分－26時45分 | 東京電視網 |        |
| 大阪府       | 大阪電視台   | 2012年10月13日－2013年4月6日 | 星期六 26時25分－26時55分 | 東京電視網 |        |
| 福岡縣       | TVQ九州放送  | 2012年10月13日－2013年4月6日 | 星期六 26時25分－26時55分 | 東京電視網 |        |
| 日本全國     | NICONICO直播 | 2012年10月15日－2013年4月8日 | 星期一 23時00分－23時30分 | 網絡電視   |        |
| 日本全國     | NICONICO頻道 | 2012年10月15日－2013年4月8日 | 星期一 23時30分 更新      | 網絡電視   |        |

| 東京電視台 星期日 25時05分－25時35分 | 東京電視台 星期日 25時05分－25時35分            | 東京電視台 星期日 25時05分－25時35分 |
| ------------------------------------ | ----------------------------------------------- | ------------------------------------ |
|                                      | 伊克西翁傳說DT （2012年10月7日－2013年3月31日） |                                      |
| 織田信奈的野望                       | 襲來！美少女邪神W                               |                                      |

## 漫畫
伊克西翁傳說 ED
『Comic ZERO-SUM』（一迅社）從2012年11月號連載至2014年2月號。單行本全2冊。作畫為。
講述由艾樂庫為主軸的故事。

## 外部連結
- 伊克西翁傳說 DT 動畫官方網頁（页面存档备份，存于）（日語）
- 東京電視台 動畫官方網頁（页面存档备份，存于）（日語）
- イクシオン サーガ DT公式ツイッター的X（前Twitter）（日語）
- 『伊克西翁傳說』 遊戲官方網站（页面存档备份，存于）（日語）
- IXION SAGA DT（動畫）在動畫新聞網百科全書中的資料（英文）（英文）